# Jean-Claude Rabaté
Jean-Claude Rabaté es un hispanista francés, experto en el estudio de la figura de Miguel de Unamuno, hasta el punto de ser descrito como «unamunólogo». Está casado con Colette Rabaté, con quien ha compartido autoría en varios de sus trabajos. Es catedrático en la Universidad Sorbona Nueva - París 3.
En 1997 publicó 1900 en Salamanca. Guerra y paz en la Salamanca del joven Unamuno, para editar ya en 2005 la obra de Unamuno En torno al casticismo. En 2009 publicó junto a Colette Miguel de Unamuno. Biografía, en ella tiene especial importancia la correspondencia del escritor bilbaíno. En 2012, los Rabaté publicaron Miguel de Unamuno. Cartas del destierro. Entre el odio y el amor (1924-1930), una recopilación de correspondencia de Unamuno, con en torno a trescientas cartas del escritor, muchas de ellas inéditas.
Es autor también de trabajos como Las querellas del ciego de Robliza (1894) de Luis Maldonado o El eterno conflicto entre el bien y el mal (1992), Miguel de Unamuno, publicista socialista en la prensa de Salamanca (1998) o Guerra de ideas en el joven Unamuno (1880-1900) (2001), entre otros.